# インターフローラ
インターフローラ（英:Interflora）は、イギリス・スリーフォード・リンカーンシャーに本部
を置く世界最大のフローリストの企業。日本国内の加盟組織はイーフローラ（英:eflora, 東京都港区）。
2006年、アメリカ合衆国のフローリスト組合および生花通信配達組織であるFTDによって、共同組合と社団法人として機能してきた構造を捨て企業化された。現在は株式会社。2005年までの日本の提携加盟組織はJFTD社団法人日本生花通信配達協会（花キューピット）であったが契約は解消され、2006年、FTDとイーフローラ（英:eflora Co.,Ltd.）との間で新規に業務提携契約が結ばれ、現在はイーフローラが日本国内におけるワイヤーシステムを稼動している。
インターフローラの提供するサービスはフローリストに花が注文されると、ワイヤーシステムの稼動により、そのパートナーであるアメリカ地域のFTDやヨーロッパ地域のFleuropなどを通して多くの国際的地域に生花が配達される。また、これらのシステムおよびサービスのブランド（登録商標）がインターフローラである。
インターフローラは3時間以内での配達を提供している世界で唯一の花のデリバリー・サービスである。
また4年に1度、世界各国の主要都市において花の装飾技術や、それらのデザインを競うフローリスト・コンテスト（競技会）であるインターフローラ・ワールドカップを開催している。